# 이기성 (1946년)
이기성(1946년 5월 26일 ~ )은 대학 교수 출신으로 현 한국전자출판교육원 원장이다.

## 학력
- 서울대학교 지리학과 졸업
- 경기대학교 대학원 재료공학 박사

## 경력
- 1988년 신구대학 부교수
- 1993년 EBS 교육방송 컴퓨터 강사
- 1995년 ~ 2011년 계원예술대학교 출판디자인과 교수
- 1998년 ~ 2015년 동국대학교 언론정보대학원 강사, 겸임교수 : 세계 최초로 전자출판론 강좌 개설 및 교육
- 2000년 ~ 2006년 한국사이버출판대학 학장 : 6년간 무료로 출판 강의
- 2011년 ~ 2015년 한국전자출판교육원 원장
- 2011년 ~ 전자출판학회 회장, 출판문화학회 명예회장
- 2012년 ~ 2015년 계원예술대학교 명예교수
- 2016년 ~ 2017년 제2대 한국출판문화산업진흥원 원장
- 2018년 ~ 제3대 한국전자출판교육원 원장[1]
- 2018년 ~ 한국편집학회 회장[2]
- 수상 : 대통령 표창장(제191313호), 국무총리 표창장(제59065호), 교육과학기술부장관 표창장(제9192호), 체신부장관 표창장(제1556호), 인쇄문화 특별상(대한인쇄문화협회), 한국출판학술상 우수상(한국출판연구소), 한국출판학회상(한국출판학회), 한국전자출판학회상(한국전자출판학회)

## 특기 사항
- 세계 최초로 한글 도자기 활자 개발 성공으로 고품위 출판물 제작 가능(2000)
- 한글 폰트 4벌(바탕체, 돋움체, 바탕제목체, 돋움제목체용) 개발(1991〜1993)
- 최초로 한글 컴퓨터 국제통신에 성공, 한글 전자책(ebook) 개발의 기초를 열었음
- 국내 최초로 한글 DTP 프로그램을 개발하여 탁상출판 시스템 보급 기여(1987)
- 개인용 컴퓨터에서 한글 1만 1,172자를 표현해 내는 한글 코드를 표준화시킴
- 글로벌사이버대학교에서 목요출판특강, 출판창업취업특강 개최(2013〜현재)
- 도서출판 ㈜장왕사에서 교과서 및 단행본 기획, 편집, 제작(1970〜1994)
- 출판계에 ‘아주 쉽게 저술하는 매뉴얼/학습서’의 새로운 장르 개발
- 한국산업인력공단의 ‘전자출판기능사’ 자격시험 신설에 적극적으로 참여함

## 저서
- "dBASE Ⅲ PLUS 프로그램 모음" (영진닷컴) 외
- "전자출판:신문과 출판에서 컴퓨터의 이용" (영진닷컴) 외
- "컴퓨터는 깡통이다" (가서원) 외
- "출판개론" (서울출판미디어) 외
- "한글 디자인" (한국학술정보) 외
- "출판은 깡통이다" (춘명) 외

## 논란 행적

### 출판계 블랙리스트 관여
- 김민기 더불어민주당 의원, 2016년 ‘찾아가는 중국 도서전’ 사업에서 진중권의 "미학 오디세이", 박시백의 "조선왕조실록" 등이 배제됐다고 주장[3]
- 노웅래 더불어민주당 의원, 2016년 출판문화산업진흥원이 '초록·샘플 번역 지원 사업’ 과정에서 심사위원회의 선정을 무시한 채 특정 작가의 특정 도서를 배제시켰다고 주장[4]
- 노웅래 더불어민주당 의원, “블랙리스트를 몰랐다”고 발언한 이 원장에게 “매주 하는 간부회의에서 ‘성과보고’로 해당 사안이 보고됐다”면서 “이게 오리발로 되는 게 아니다. 블랙리스트 진상규명 및 제도개선위원회에서 이 사안을 다루고 책임을 지게 해야 한다”고 말했다.[5]

### 공직자용 주택 셀프 특별 분양
2016년 12월, 자신을 대상으로 '주택특별공급 대상자 확인서'를 발급해 지방이전기관 종사자를 위한 주택을 특별 분양 받았다. 해당 주택 공급 정책은 '지방이전 공공기관 종사자 등에 관한 주택특별공급 운영기준'에 따라 실시하는데, "입주자 모집 공고일 당시 해당주택 입주일 이전에 특별 공급 대상자로서의 자격을 상실할 것으로 명확히 판단되는 사람에게는 확인서를 발급하여서는 안 된다"는 조건이 있다.  이 원장이 셀프 분양한 주택의 입주예정일은 2020년 8월이고, 이 원장 임기는 2019년 2월에 만료된다는 데 있다. 이 원장이 연임하지 않는 한, 해당 정책 취지에 현격히 위배된다. 또한 이 원장은 다주택 소유자이다.